# كامبل أوغيلفي
كامبل أوغيلفي (بالإنجليزية: Campbell Ogilvie)‏ هو مدرب كرة قدم ولاعب كرة قدم بريطاني، ولد في 1950.